# Buda polgármesterei
Az alábbi lista Buda szabad királyi város 1687 és 1873 között polgármesteri tisztséget betöltő személyek nevét és a hivatalban töltött idejüket mutatja.

## A pozíció története
Buda, Pest és a mezővárosi ranggal bíró (és így autonóm önkormányzattal nem rendelkező) Óbuda 1686. szeptember 2-án szabadult fel a másfél évszázados török uralom alól. A felszabadulás után katonai igazgatás érvényesült Beck Menyhért városparancsnok irányítása alatt, aki 1687 szeptemberében kinevezte az első budai polgármestert Prenner Farkas András Lipót császári kapitány személyében. Beck közvetlenül a várost visszafoglaló hadvezérnek, V. Károly lotaringiai hercegnek felelt. A várost ezután a megalakuló budai kamarai adminisztráció igazgatása alá rendelték, a megérkező Werlein István kamarai inspektor megkezdte a város betelepítését a civil lakossággal.
1688-tól már választották a polgármestert a kamarai adminisztráció három jelöltje közül (elsőként Salgary Péter addigi postamestert). Ekkortól vették névjegyzékbe a polgárokat, az 1714-es összeírás szerint az első betelepülők nagy része az osztrák örökös tartományokból és a Német-római Birodalom déli területeiről érkezett. 1703-ban a város visszakapta szabad királyi városi státuszát, amelyet még a középkorban élvezett az oszmán hódoltság előtt. 1705-től már külön választói névjegyzéket írtak, amely a választójog szűkítésével és a budai városi elit kialakulásával járt együtt. Ekkortól már nagyjából függetlenedett a kamarai igazgatástól, de a szerv felügyeleti joga hivatalosan csak 1711-ben szűnt meg.
A polgármester 1696-ig felelős volt Buda pénzügyeiért (ekkor jött létre a kamarási hivatal), 1705 és 1773 között a városi tanács fejeként működött. A polgármester képviselte a várost a legfelsőbb bírói fórumokon és a király előtt, a fontos szerződéskötések is a jogosítványai közé tartoztak. II. József reformjai Budán is éreztették hatásukat. 1783-ban Klinglmayer József halálával a polgármesteri szék megüresedett, ám tisztújításra egy, a városi tanács elleni feljelentés nyomán mégsem került sor. Az 1785-ös jozefinista közigazgatási átalakítás így a város életére is hatással volt. A szabad királyi városi kiváltságok számottevő mértékben csökkentek, a városi tisztújítás kikerült az önkormányzat jogosítványai közül. 1788-tól a polgármester helyett a városbíró lett Buda első számú vezetője a közigazgatás és az igazságszolgáltatás terén is. A polgármesteri tisztség királyi tisztviselővé degradálódott, akit a kerületi főispán három jelöltjéből személyesen az uralkodó nevezett ki. A hagyományos kétévenkénti rendszeres tisztújítás is megszűnt, a polgármestert (és a városbírót) a kerületi főispán négyéves moratóriumra nevezte ki. Ennek lejárta után mandátumát, amennyiben feladatának megfelelt politikai és szakmai értelemben, élethossziglani tartamra erősítette meg. 1789. november 23-án választották meg ennek szellemében Szlatiny Ferencet. 1790-ben II. József halálos ágyán, sok más rendelkezéssel egyetemben, a közigazgatási rendeletet is semmisnek nyilvánította.

## Lista
- Prenner Farkas András Lipót (1687–1688)
- Küchl Miklós (1688)
- Salgary Péter (1688–1692)
- Bösinger Ferenc Ignác (1692–1694)
- Unger János György (1694–1695)
- Bösinger Ferenc Ignác (másodszor; 1695–1698)
- Sauttermeister Frigyes (1698–1701)
- Bösinger Ferenc Ignác (harmadszor; 1701–1702)
- Sauttermeister Frigyes (másodszor; 1702)
- Bösinger Ferenc Ignác (negyedszer; 1703–1706)
- Sauttermeister Frigyes (harmadszor; 1706–1710)
- Baitz János Kristóf (1710–1712)
- Zaunack János (1712–1723)
- Sauttermeister Frigyes (negyedszer; 1723–1727)
- Vánosy Ferenc Kristóf (1727–1730)
- Dillmann János Sebestyén (1730–1737)
- Perger János Benedek (1737–1739)
- Schultz Lőrinc (1739–1741)
- Sauttermeister Manó (1741–1751)
- Cetto Antal Jakab (1751–1754)
- Sauttermeister Manó (másodszor; 1754–1768)
- Klinglmayer József (1768–1783)
- Szlatiny Ferenc (1789–1790)
- Margalits János Bertalan (1790–1795)
- Laszlovszky József (1795–1800)
- Balásy Ferenc Xavér (1800–1828)
- Oeffner Ferenc (1828–1848)
- Walheim János (1848–1854)
- Plettik Lipót (1854–1856)
- Kalina Ferenc (1856–?)
- Feley Ede (1861)
- Paulovits László (1861–1867)
- Házmán Ferenc (1867–1873)